# Rubén Figueroa Alcocer
Rubén Figueroa Alcocer (Huitzuco, Guerrero; 4 de diciembre de 1939) es un político mexicano, miembro del Partido Revolucionario Institucional. Fungió en diversos cargos políticos, entre ellos, el de  Gobernador Constitucional del Estado de Guerrero durante poco menos de tres años (1993-1996) de los seis que comprendería su periodo.

## Biografía
Rubén Figueroa Alcocer es hijo del quien fuera también Gobernador del Estado (1975-1981), el Rubén Figueroa Figueroa y de Lucía Alcocer. Realizó sus estudios en la Universidad Nacional Autónoma de México y en 1957 obtiene el título de licenciado en Derecho. Entre sus cargos más importantes destacan el de presidente de la Comisión de Comunicaciones y Transportes de la LI Legislatura durante el período de 1979 a 1982 por el XVII Distrito Electoral Federal del Distrito Federal y el de Senador del PRI por Guerrero de 1991 a 1992.
Fue elegido Gobernador Constitucional del Estado de Guerrero para el período 1993-1999, en el cual solo gobernó tres años, luego de que el 28 de junio de 1995 ocurriera la masacre de Aguas Blancas, ejecutada durante un operativo policiaco y en donde fuera implicado por numerosas organizaciones sociales como responsable de dicho multihomicidio, obligándolo a pedir licencia definitiva ante el Congreso del Estado para dejar el cargo y funciones de Gobernador Constitucional del Estado el 12 de marzo de 1996. El Congreso de Guerrero designó a Ángel Aguirre Rivero como Gobernador Sustituto para completar el período.